# Alfred Jagucki
Alfred Jagucki (ur. 21 marca 1914 w Kramniku, zm. 28 czerwca 2004 w Dzięgielowie) – polski duchowny Kościoła Ewangelicko-Augsburskiego w Polsce, autor literatury religijnej i teologicznej.

## Życiorys
Odbył studia na Wydziale Teologii Ewangelickiej Uniwersytetu Warszawskiego. W 1938 został ordynowany na duchownego przez ks. bp. Juliusza Bursche; w 1945 podjął pracę duszpasterską na Mazurach, gdzie był proboszczem w Sorkwitach, później Szczytnie, a w latach 1959-1963 był seniorem (zwierzchnikiem) diecezji mazurskiej. Wskutek szykan służby bezpieczeństwa PRL przeniósł się na Śląsk Cieszyński, gdzie w 1963 r. objął zwierzchnictwo nad parafią ewangelicką w Cieszynie, największą w kraju. Od 1967 był ponadto duszpasterzem Diakonatu Eben-Ezer w Dzięgielowie, kierował także Domem Opieki "Emaus". W 1984 przeszedł na emeryturę.
Zaliczał się do liderów ruchu ewangelizacyjno-misyjnego w Kościele ewangelickim, był członkiem Synodu Kościoła Ewangelicko-Augsburskiego w Polsce oraz członkiem Rady Synodalnej. Uzyskał stopień doktora teologii ewangelickiej.
Z małżeństwa z Agnieszką Rynkiewicz pozostawił czworo dzieci (trzech synów i córkę); jeden z synów Janusz został zwierzchnikiem Kościoła Ewangelicko-Augsburskiego w Polsce, a drugi – Walter – zwierzchnikiem Kościoła Luterańskiego w Wielkiej Brytanii.

## Ważniejsze publikacje
- Z Chrystusem przez świat. Chrześcijanin w kościele i świecie, Wydawnictwo Zwiastun, Warszawa 1974.
- Tylko Jezus. Skąd? Po co? Dokąd? Rozmyślania na każdy dzień roku, Wydawnictwo Zwiastun, Warszawa 1978.
- Od świata do Chrystusa. Życie wewnętrzne chrześcijanina, Wydawnictwo Zwiastun, Warszawa 1983.
- Zawsze z Chrystusem, Wydawnictwo Zwiastun, Warszawa 1983.
- Świadkowie Jehowy czy świadkowie Jezusa?, Wydawnictwo Zwiastun, Warszawa 1987.
- Pytania wiary, Bielsko-Biała 1998.
- Mazurskie dole i niedole. Wspomnienia i refleksje z lat pracy na Mazurach, Olsztyn 2004.

## Miejsce pochówku
Jest pochowany na cmentarzu ewangelickim w Cieszynie.